# Un nez pour le roi
Un nez pour le roi (titre original : A Nose For the King) est une nouvelle américaine de Jack London publiée aux États-Unis en 1906.

## Historique
La nouvelle est publiée initialement dans The Black Cat (en) en mars 1906, avant d'être reprise dans le recueil When God Laughs and Other Stories en janvier 1911.

## Éditions

### Éditions en anglais
- A Nose For the King, dans The Black Cat (en), magazine, mars 1906.
- A Nose For the King, dans le recueil When God Laughs and Other Stories, un volume chez  The Macmillan Co, New York, janvier 1911.

### Traductions en français
- Un nez pour le roi, traduit par Louis Postif, in En rire ou en pleurer ?, recueil, 10/18, 1975.
- Un nez pour le roi, traduit par François Postif, in Mille fois mort, recueil, 10/18, 1981.
- Un nez pour le roi, traduit par Louis Postif, in Un petit soldat et autres histoires d’hommes, recueil, Folio, 1981.
- Un nez pour le roi, traduit par Louis Postif, revu et complété par Frédéric Klein, in Quand Dieu ricane, recueil, Phébus, 2005.

## Sources
- (en) Jack London's Works by Date of Composition
- http://www.jack-london.fr/bibliographie